# Сграда на улица „Сингрос“ № 3
Сграда на улица „Сингрос“ № 3 (на гръцки: Κτίριο στη Συγγρού 3) е историческа сграда в Солун, Гърция. Сградата е един от най-забележителните примери за традиционна архитектура в града.

## Местоположение
Имението е разположено на улица „Сингрос“ № 3 във Франкомахала, зад римокатолическата катедрала „Непорочно зачатие Богородично“ и близо до Стоа „Малакопис“.

## История
Построена е в 1885 година в една от най-оживените и активни части на града. Сградата оцелява невредима от големия пожар в 1917 година. Собственост е на различни компании за развлечение и е поддържана през годините. Последният собственик в началото на XXI век реновира сградата, като почиства колоните на приземния етаж. Вътре стените са оголени, непокрити, оставяйки цоклите видими.
Обявена е за защитен паметник в 2016 година.

## Архитектура
На приземния етаж се леко изпъкнали четири йонийски пиластри разделят фасадата на секции, в които отворите са поставени централно. Сградата е увенчана с леко изпъкнал корниз с капки, под който има фриз с декоративни символични теми - котви, полумесеци и други. Забележителни е и украсената зона под корниза и релефните декорации в зидарията между отворите на пода.